# チマルマン

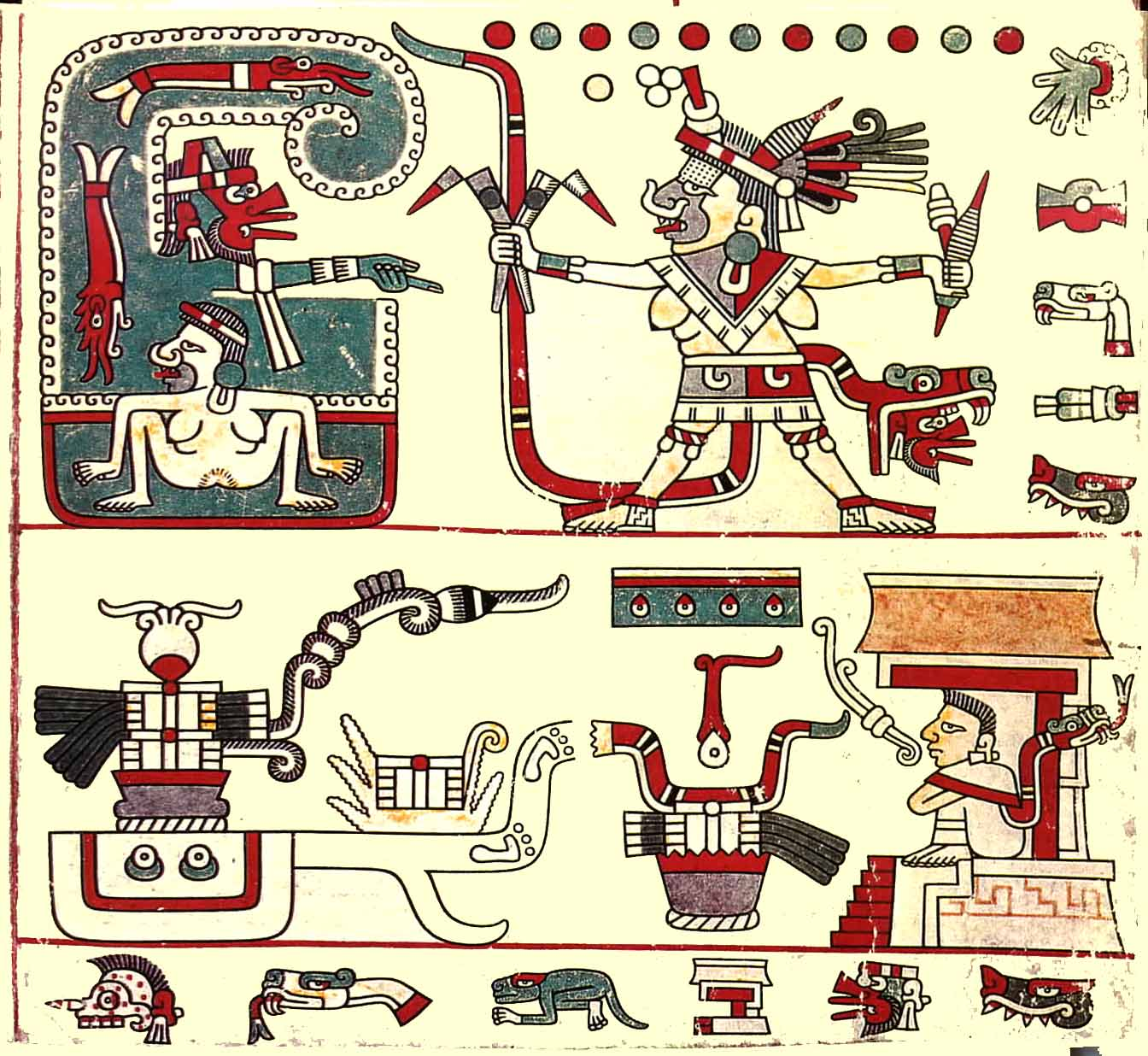
ロード絵文書のチマルマン

チマルマン（Chimalman）またはチマルマ（Chimalma）は、アステカ神話の女神。
「チマルマ（ン）」という名前の意味は明らかでないが、ナワトル語で「盾(chīmalli)の手(māitl)」を意味するかという。
ケツァルコアトルの家系については資料によってさまざまに異なるが、父がミシュコアトルとされることが多い。母はチマルマンとされるのがもっとも普通であるが、ほかにシワコアトルやその他のさまざまな地母神の名もあげられる。
チマルマンは伝説的な女戦士であり、動きが非常に速いためミシュコアトルは彼女を殺すことができなかった。最終的にミシュコアトルは彼女をつかまえ、妊娠させた。これによってケツァルコアトルが生まれたという。